# Agualva-Cacém
Agualva-Cacém (in het dagelijks leven: Cacém) is een Portugese stad in de gemeente Sintra, nabij Lissabon. In 2001 had de stad 81.845 inwoners.
Agualva-Cacém bestaat uit 4 freguesias:
- Agualva met 38.523 inwoners
- Cacém met 22.271 inwoners
- Mira-Sintra met 6.106 inwoners
- São Marcos met 14.945 inwoners

## Geboren
- Bébé (12 juli 1990), voetballer
- Judilson Mamadu Tuncará Gomes (29 september 1991), voetballer